# Cyardium granulatum
Cyardium granulatum är en skalbaggsart som beskrevs av Stefan von Breuning 1980. Cyardium granulatum ingår i släktet Cyardium och familjen långhorningar.
Artens utbredningsområde är Filippinerna. Inga underarter finns listade i Catalogue of Life.